# 华峰化学
華峰化学股份有限公司（英語：Huafon Chemical Co., Ltd.；深交所：002064，简称：华峰化学），前称浙江华峰氨纶股份有限公司，是一间位于中国浙江省温州市瑞安市的化工企业，於1999年由温州华峰工业集团有限公司創立。现时，其业务范围为合成纤维、合成材料、化工产品等的制造和销售。该公司董事長由創辦人尤小平担任，總部位於浙江瑞安市莘塍工业园区。
该公司在深圳证券交易所发行股份时的招股價為6.7元人民幣，發行新股為3,550万股，而集資額為2.3785億元人民幣，其股份在2006年8月23日於深圳證券交易所中小板上市。
2019年6月27日，浙江華峰氨綸以股份和現金方式向控股股東華峰集團和尤小平購入華峰新材，合共價值120億人民幣。尤小平通過華峰集團間接持股華峰氨綸23.62％，直接持股8.76％；尤小平通過華峰集團間接持股華峰新材52.87％，直接持股9.6％。
2021年1月4日，华峰氨纶发布公告，称该公司已于2020年12月31日完成更名为“华峰化学”的工商手续，并同步变更经营范围。

## 連結
- 官方网站 （页面存档备份，存于）